# Antonio Maria Fabrizi
Pour les articles homonymes, voir Fabrizi.

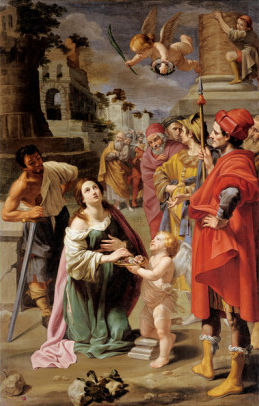
Martyre de sainte Dorothée

(Anton) Antonio Maria Fabrizi, ou « Fabrizzi » (Pérouse 6 janvier 1595 -  Pérouse, 24 juin 1649) est un peintre italien de la période baroque, actif principalement dans et autour de sa ville natale.

## Biographie
Luigi Lanzi l'identifie comme élève de Ludovico Carracci à Bologne.

## Œuvres
- Vierge à l'Enfant avec les saints Constant, Dominique, Catherine de Sienne et Herculan, fresque, 1644, San Domenico, Pérouse.
- Martyre de sainte Dorothée et Sainte Cécile et Saint Valérien, tableau, chapelle du Rosaire, San Domenico, Pérouse.
- Fresques de la Chapelle du Rosaire, détruites en 1956[3].
- Fresques, 1642, église Santa Lucia à Foligno[4].
- Fresques,(1632-1635)  chapelle dell'Assunzione, église San Filippo Neri, Pérouse